# Lluita als Jocs Olímpics d'Estiu de 1928

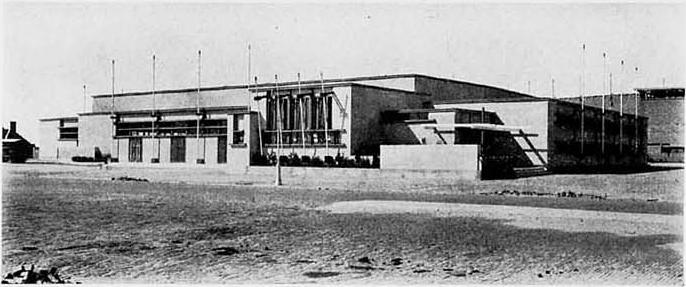
Seu de la competició de lluita als Jocs Olímpics d'estiu de 1928.

Als Jocs Olímpics de 1928 celebrats a la ciutat d'Amsterdam (Països Baixos) es disputaren 13 proves de lluita, totes elles en categoria masculina, dividint-se en sis categories de lluita grecoromana i set de lluita lliure. Aquestes últimes es realitzaren entre els dies 30 de juliol i 1 d'agost i les de lluita grecoromana entre els dies 2 i 5 d'agost de 1928.

## Nacions participants
Hi participaren un total de 166 lluitadors de 29 nacions diferents:
- Argentina (5)
- Austràlia (3)
- Àustria (2)
- Bèlgica (13)
- Canadà (5)
- Dinamarca (7)
- Egipte (4)
- Estats Units (7)
- Estònia (6)
- Finlàndia (13)
- França (13)
- Alemanya (6)
- Regne Unit (6)
- Grècia (3)
- Hongria (6)
- Itàlia (5)
- Iugoslàvia (5)
- Japó (1)
- Letònia (2)
- Luxemburg (3)
- Noruega (7)
- Països Baixos (6)
- Polònia (4)
- Portugal (1)
- Sud-àfrica (1)
- Suècia (9)
- Suïssa (11)
- Turquia (6)
- Txecoslovàquia (6)

## Resum de medalles

### Lluita grecoromana
| Prova                  | Or               | Argent          | Bronze            |
| Pes gall detalls       | Kurt Leucht      | Jindrich Maudr  | Giovanni Gozzi    |
| Pes ploma detalls      | Voldemar Väli    | Eric Malmberg   | Gerolamo Quaglia  |
| Pes lleuger detalls    | Lajos Keresztes  | Eduard Sperling | Edvard Westerlund |
| Pes mitjà detalls      | Väinö Kokkinen   | László Papp     | Albert Kusnets    |
| Pes semipesant detalls | Ibrahim Moustafa | Adolf Rieger    | Onni Pellinen     |
| Pes pesant detalls     | Rudolf Svensson  | Hjalmar Nyström | Georg Gehring     |

### Lluita lliure
| Prova                  | Or              | Argent             | Bronze             |
| Pes gall detalls       | Kaarlo Mäkinen  | Edmond Spapen      | James Trifunov     |
| Pes ploma detalls      | Allie Morrison  | Kustaa Pihlajamäki | Hans Minder        |
| Pes lleuger detalls    | Osvald Käpp     | Charles Pacôme     | Eino Augusti Leino |
| Pes wèlter detalls     | Arvo Haavisto   | Lloyd Appleton     | Maurice Letchford  |
| Pes mitjà detalls      | Ernst Kyburz    | Donald Stockton    | Samuel Rabin       |
| Pes semipesant detalls | Thure Sjöstedt  | Arnold Bögli       | Henri Lefèbre      |
| Pes pesant detalls     | Johan Richthoff | Aukusti Sihvola    | Edmond Dame        |

## Medaller
| Posició | País           | Or | Argent | Bronze | Total |
| 1       | Finlàndia      | 3  | 3      | 3      | 9     |
| 2       | Suècia         | 3  | 1      | 0      | 4     |
| 3       | Estònia        | 2  | 0      | 1      | 3     |
| 4       | Alemanya       | 1  | 2      | 1      | 4     |
| 5       | Suïssa         | 1  | 1      | 1      | 3     |
| 6       | Estats Units   | 1  | 1      | 0      | 2     |
| 6       | Hongria        | 1  | 1      | 0      | 2     |
| 8       | Egipte         | 1  | 0      | 0      | 1     |
| 9       | Canadà         | 0  | 1      | 2      | 3     |
| 9       | França         | 0  | 1      | 2      | 3     |
| 11      | Bèlgica        | 0  | 1      | 0      | 1     |
| 11      | Txecoslovàquia | 0  | 1      | 0      | 1     |
| 11      | Itàlia         | 0  | 0      | 2      | 2     |
| 12      | Regne Unit     | 0  | 0      | 1      | 1     |